# Estadio Municipal de Gimcheon
El Estadio Municipal de Gimcheon (en coreano: 김천종합운동장) es un estadio de usos múltiples ubicado en la ciudad de Gimcheon, Provincia de Gyeongsang del Norte, Corea del Sur. Fue inaugurado en 2000 y posee una capacidad para 25.000 espectadores. Está ubicado dentro de la ciudad deportiva de Gimcheon que alberga además un gimnasio cubierto, piscina olímpica, un campo de tiro con arco, canchas de tenis, y un campo de Tiro deportivo, el complejo fue utilizado como estadio principal para el Festival Nacional de Deportes de 2006.
Es utilizado por el Gimcheon Sangmu FC que milita en la K League 1 la máxima categoría del futbol profesional en Corea del Sur.